# Maria Alavidze
Maria Alavidze (15 agosto 2006) è una nuotatrice artistica georgiana.

## Biografia
Nel 2022 Alavidze esordisce in nazionale partecipando ai Campionati europei a Roma, concludendo la gara individuale in settima posizione nel libero.
Ha esordito nella Coppa del Mondo di nuoto artistico il 5 maggio 2023 a Montpellier, concludendo al decimo posto nella gara individuale programma libero. Lo stesso anno prende parte ai II Giochi Europei a Oswiecim, in Polonia, insieme alla compagna di squadra Ani Kipiani, non qualificandosi però per la finale.
Ha più volte preso parte ai campionati mondiali di nuoto, senza mai però andare a medaglia.

## Palmarès

### Coppa del Mondo
- 1 podio:
  - 1 secondo posto posto (1 nella gara a squadre)